# Авен-ле-Конт
Авен-ле-Конт (фр. Avesnes-le-Comte) — коммуна во Франции, регион О-де-Франс, департамент Па-де-Кале, округ Аррас, кантон Авен-ле-Конт. Расположена в 17 км к востоку от Арраса, в 8 км от национальной автомагистрали N25.
Население (2017) — 1 853 человека.

## Достопримечательности
В поселке сохранились мотт замка XII века и церковь Святого Николая с апсидой XII века.

## Экономика
Уровень безработицы (2017) — 13,4 % (Франция в целом — 13,4 %, департамент Па-де-Кале — 17,2 %). 

Среднегодовой доход на 1 человека, евро (2017) — 17 870 (Франция в целом — 21 110, департамент Па-де-Кале — 18 610).

## Демография
Динамика численности населения, чел.

## Администрация
Пост мэра Авен-ле-Конта с 2020 года занимает Себастьян Берту (Sébastien Bertout). На муниципальных выборах 2020 года возглавляемый им список одержал победу в 1-м туре, получив 51,21 % голосов.
| Период | Период | Фамилия         | Партия                         | Примечания                                                        |
| ------ | ------ | --------------- | ------------------------------ | ----------------------------------------------------------------- |
| 1971   | 1989   | Луи Пети        | Союз за французскую демократию | антиквар и страховой агент, член Генерального совета департамента |
| 1989   | 2014   | Жан Пике        | Социалистическая партия        | учитель и директор школы                                          |
| 2014   | 2020   | Альбер Декуэн   | Разные левые                   | аудитор службы распределения                                      |
| 2020   |        | Себастьян Берту |                                |                                                                   |